# Westrich (Erkelenz)
Westrich is een plaats in de Duitse gemeente Erkelenz, deelstaat Noordrijn-Westfalen, en telt 160 inwoners (2008).
Bellinghoven · Berverath · Borschemich · Commerden · Genehen · Geneiken · Gerderath · Gerderhahn · Golkrath · Granterath · Hetzerath · Holzweiler · Houverath · Immerath · Katzem · Keyenberg · Kleinbouslar · Kuckum · Kückhoven · Lövenich · Lützerath · Matzerath · Mennekrath · Neu-Borschemich · Neu-Immerath · Oberwestrich · Oerath · Oestrich · Scheidt · Schwanenberg · Tenholt · Terheeg · Unterwestrich · Venrath · Wockerath

Kreis Heinsberg · Regierungsbezirk Keulen · Noordrijn-Westfalen